# دهستان اسماعیلیه جنوبی
دهستان اسماعیلیه جنوبی، یکی از دهستان‌های بخش اسماعیلیه شهرستان اهواز در استان خوزستان ایران است. مرکز این دهستان، روستای بیت واوی است.

## جمعیت
بر پایه سرشماری عمومی نفوس و مسکن در سال ۱۳۹۵، جمعیت دهستان اسماعیلیه جنوبی برابر با ۷٬۰۷۴ نفر بوده است.